# Балтійці (фільм)
«Балті́йці» (рос. «Балтийцы») — білоруський радянський чорно-білий звуковий художній фільм, знятий режисером Олександром Файнциммером у 1937 році на кіностудії Бєлгоскіно.

## Сюжет картини
У Кронштадті пусто. Матроси Балтики — на фронті. На Петроград з допомогою англійського десанту наступають війська генерала М. Юденича…
В один з тревожних днів 1918 року з фронту із загоном моряків повертається більшовик Віхорєв. Тієї ж ночі його викликають до Кронштадської Реввійськради, де член ЦК РКП(б) Вавілов повідомляє, що Віхорєва призначено комісаром дивізіону есмінців.
На флагманському есмінці «Гавриїл» Віхорєв застає цілковиту дезорганізацію, матроси відверто знущалися з командира корабля. Більшовик Віхорєв наводить «залізний революційний порядок» на кораблі. Під його впливом змінюються люди: матрос Федя Колосов, списаний з корабля за дезорганізацію, в кінці фільму героїчно вмирає за революцію. В наступних боях балтійські моряки показують зразки свідомості, мужності, самовідданості своїй справі.
Настав 1919 рік. У кронштадських фортецях «Красная Горка» та «Серая лошадь» спалахнули антибільшовицькі повстання. Для їх придушення вирушив загін моряків під орудою Віхорєва. Під натиском більшовицьких загонів фортеці капітулюють. Ранком на горизонті з'являються англійські торпедні катери, що мчать на радянські кораблі з шаленою швидкістю. З більшовицької ескадри відкривають зустрічний вогонь, що змушує англійців відступити у відкрите море.
Зрадник, що проник на «Гавриїл», скеровує флагманського есмінця на міну. Після потужного вибуху корабель починає тонути. Намагаючись сповістити радянське командування про висадку ворожого десанту, сигнальник Колосов вилазить на щоглу і ліхтариком передає потрібний текст. За хвилину корабель разом з екіпажем під спів «Інтернаціоналу» тоне.
Радянські війська помстились ворогові за смерть друзів, вщент розбивши англійський десант…

## Ролі та їх виконавці
- Борис Ліванов — Віхорєв, комісар
- Леонід Вів'єн — Ростовцев, командир
- Василь Софронов — Вавілов, член ЦК
- Володимир Крюгер — Желєзнов, комендор
- Галина Інютіна — Глафіра
- Леонід Кміт — Колесов Федір Сергійович, сигнальник
- Петро Гофман — Безенчук, кермовий
- Костянтин Сорокін — Сорокін, вістовий
- Володимир Уральський — Харитонич, машиніст
- Петро Кирилов — Дітрих, поручик
- Константин Матросов — Лаврецький